# Gauliga Göltzschtal
Die Gauliga Göltzschtal (auch 1. Klasse Göltzschtal) war eine der obersten Fußballligen des Verbandes Mitteldeutscher Ballspiel-Vereine (VMBV). Sie entstand 1912 als Abspaltung der Gauliga Vogtland und bestand bis zur erneuten Angliederung an den Gau Vogtland 1930. Der Sieger qualifizierte sich für die Endrunde der mitteldeutschen Fußballmeisterschaft.

## Überblick
Der Gau Göltzschtal entstand als Abspaltung aus dem Gau Vogtland. Die 1. Gauversammlung fand am 8. August 1912 in Auerbach statt. Die oberste Spielklasse startete mit sechs teilnehmenden Mannschaften. Anders als in anderen Gauligen ruhte mit Beginn des Ersten Weltkrieges der Spielbetrieb im Gau Göltzschtal.
Im Zuge der Spielklassenreform des VMBV 1919 war die Gauliga Göltzschtal nur noch zweitklassig. Mit der Kreisliga Westsachsen wurde eine neue oberste Spielklasse geschaffen, die neben dem Gau Göltzschtal noch die Gaue Vogtland und Westsachsen beinhaltete. Diese Kreisliga wurde von den Plauener Vereinen dominiert, jedoch konnten die SpVgg Falkenstein, der VfB 1907 Reichenbach und der VfB Auerbach aus dem Gau Göltzschtal zumindest teilweise erstklassig spielen. Zur Spielzeit 1923/24 wurden die Kreisligen wieder abgeschafft, fortan war die Gauliga Göltzschtal erneut erstklassig. Die Teilnehmeranzahl wuchs von vier auf sechs Mannschaften zu der Spielzeit 1924/25 und erreichte ihren Höchststand ab der Spielzeit 1928/29 mit acht Vereinen. Zur Spielzeit 1930/31 wurde die Gauliga Göltzschtal aufgelöst und als Staffel Göltzschtal der Gauliga Vogtland zugeordnet. Diese Einordnung hatte bis zur Auflösung des VMBV 1933 bestand. 
Die Gauliga Göltzschtal wurde von den Falkensteiner Vereinen dominiert. Die beiden ausgespielten Meisterschaften vor dem Ersten Weltkrieg sicherten sich der Falkensteiner FC und der Falkensteiner BV. Diese beiden Vereine schlossen sich 1919 zur SpVgg Falkenstein zusammen, welche in den 1920ern die Gauliga dominierte. Einzig in der Spielzeit 1925/26 konnte der 1. FC Reichenbach die Falkensteiner Phalanx durchbrechen.

## Einordnung
Die übermäßige Anzahl an erstklassigen Gauligen innerhalb des VMBVs hatte eine Verwässerung des Spielniveaus verursacht, es gab teilweise zweistellige Ergebnisse in den mitteldeutschen Fußballendrunden. Die Vereine aus der Gauliga Göltzschtal gehörten zu den spielschwächeren Vereinen im Verband. In der Spielzeit 1924/25 konnte die SpVgg Falkenstein erstmals die erste Runde in der mitteldeutschen Fußballendrunde überstehen, allerdings folgte in der zweiten Runde eine deutliche 0:16-Niederlage gegen den VfB Leipzig. Ende der 1920er konnte der Göltzschtaler Gaumeister regelmäßig die erste Runde überstehen, 1926/27 wurde überraschend der 1. SV Jena geschlagen. 1927/28 folgte ein 11:1-Kantersieg in der ersten Runde gegen den FC Preußen Biehla. 1928/29 scheiterte Falkenstein in der zweiten Runde mit 1:2 nach Verlängerung nur knapp am Titelverteidiger FC Wacker Halle.
Nach Aufnahme in die Gauliga Vogtland konnten sich die Vereine aus dem ehemaligen Gau Göltzschtal gut behaupten, die SpVgg Falkenstein wurde 1933 Gaumeister Vogtlands. Auch für die 1933 eingeführte Gauliga Sachsen wurde Falkenstein berücksichtigt, stieg aber nach einer Saison abgeschlagen in die Zweitklassigkeit ab.

## Meister der Gauliga Göltzschtal 1913–1930
| Jahr    | Gaumeister Göltzschtal | Abschneiden mitteldt. Meisterschaft a | Mitteldeutscher Meister       |
| ------- | ---------------------- | ------------------------------------- | ----------------------------- |
| 1912/13 | Falkensteiner FC       | keine Teilnahme                       | VfB Leipzig                   |
| 1913/14 | Falkensteiner BC       | 1. Runde (1)                          | SpVgg 1899 Leipzig-Lindenau   |
| 1914/15 | kein Spielbetrieb      | kein Spielbetrieb                     | keine mitteldeutsche Endrunde |
| 1915/16 | kein Spielbetrieb      | kein Spielbetrieb                     | FC Eintracht Leipzig          |
| 1916/17 | kein Spielbetrieb      | kein Spielbetrieb                     | Hallescher FC 1896            |
| 1917/18 | kein Spielbetrieb      | kein Spielbetrieb                     | VfB Leipzig                   |
| 1918/19 | kein Spielbetrieb      | kein Spielbetrieb                     | Hallescher FC 1896            |
| 1919/20 | Kreisliga Westsachsen  | Kreisliga Westsachsen                 | VfB Leipzig                   |
| 1920/21 | Kreisliga Westsachsen  | Kreisliga Westsachsen                 | FC Wacker Halle               |
| 1921/22 | Kreisliga Westsachsen  | Kreisliga Westsachsen                 | SpVgg 1899 Leipzig-Lindenau   |
| 1922/23 | Kreisliga Westsachsen  | Kreisliga Westsachsen                 | SV Guts Muts Dresden          |
| 1923/24 | SpVgg Falkenstein      | 1. Runde (1)                          | SpVgg 1899 Leipzig-Lindenau   |
| 1924/25 | SpVgg Falkenstein      | 2. Runde (2)                          | VfB Leipzig                   |
| 1925/26 | 1. FC 1907 Reichenbach | 1. Runde (1)                          | Dresdner SC                   |
| 1926/27 | SpVgg Falkenstein      | 1. Zwischenrunde (2)                  | VfB Leipzig                   |
| 1927/28 | SpVgg Falkenstein      | 2. Vorrunde (2)                       | FC Wacker Halle               |
| 1928/29 | SpVgg Falkenstein      | 2. Vorrunde (2)                       | Dresdner SC                   |
| 1929/30 | SpVgg Falkenstein      | 2. Vorrunde (2)                       | Dresdner SC                   |

## Rekordmeister
Rekordmeister der Gauliga Göltzschtal ist die SpVgg Falkenstein, die den Titel sechs Mal gewinnen konnten.
|  | Verein                 | Titel | Jahr                                                 |
|  | ---------------------- | ----- | ---------------------------------------------------- |
|  | SpVgg Falkenstein      | 6     | 1923/24, 1924/25, 1926/27, 1927/28, 1928/29, 1929/30 |
|  | Falkensteiner FC       | 1     | 1912/13                                              |
|  | Falkensteiner BC       | 1     | 1913/14                                              |
|  | 1. FC 1907 Reichenbach | 1     | 1925/26                                              |

## Ewige Tabelle
Berücksichtigt sind alle überlieferten Spielzeiten der erstklassigen Gauliga Göltzschtal von 1912 bis 1930.
| Pl. | Verein                          | Jahre | Sp. | S  | U  | N  | T+  | T-  | Diff. | Punkte | Ø-Pkt. | Titel | Spielzeiten          |
| --- | ------------------------------- | ----- | --- | -- | -- | -- | --- | --- | ----- | ------ | ------ | ----- | -------------------- |
| 1.  | SpVgg Falkenstein               | 7     | 76  | 61 | 7  | 8  | 379 | 97  | +282  | 129:23 | 1,7    | 6     | 1923–1930            |
| 2.  | Auerbacher FC 06 / VfB Auerbach | 9     | 94  | 43 | 16 | 35 | 242 | 237 | +5    | 102:86 | 1,09   | 0     | 191214, 1923–1930    |
| 3.  | SV Teutonia Netzschkau          | 6     | 70  | 35 | 12 | 23 | 208 | 183 | +25   | 82:58  | 1,17   | 0     | 1924–1930            |
| 4.  | 1. FC 1907 Reichenbach          | 7     | 76  | 26 | 14 | 36 | 161 | 170 | −9    | 66:86  | 0,87   | 1     | 1923–1930            |
| 5.  | SV Sportlust Mylau              | 6     | 62  | 13 | 9  | 40 | 116 | 257 | −141  | 35:89  | 0,56   | 0     | 1923–1929            |
| 6.  | SV Sturm Rebesgrün              | 3     | 40  | 15 | 3  | 22 | 143 | 136 | +7    | 33:47  | 0,83   | 0     | 1927–1930            |
| 7.  | FC Sturm Reichenbach            | 2     | 28  | 13 | 4  | 11 | 58  | 61  | −3    | 30:26  | 1,07   | 0     | 1917–1930            |
| 8.  | VfB Lengenfeld 1908             | 4     | 50  | 11 | 4  | 35 | 86  | 204 | −118  | 26:74  | 0,52   | 0     | 1926–1930            |
| 9.  | Falkensteiner BC b              | 2     | 18  | 12 | 1  | 5  | 49  | 35  | +14   | 25:11  | 1,39   | 1     | 1912–1914            |
| 10. | SV 1912 Grünbach                | 1     | 14  | 10 | 2  | 2  | 53  | 26  | +27   | 22:60  | 1,57   | 0     | 1929/30              |
| 11. | SV 1911 Treuen c                | 4     | 30  | 7  | 5  | 18 | 43  | 107 | −64   | 19:41  | 0,63   | 0     | 1912–1914, 1924–1926 |
| 12. | FC Sportfreunde Auerbach        | 2     | 18  | 8  | 2  | 8  | 36  | 43  | −7    | 18:18  | 1      | 0     | 1912–1914            |
| 13. | Falkensteiner FC b              | 2     | 18  | 8  | 1  | 9  | 37  | 34  | +3    | 17:19  | 0,94   | 1     | 1912–1914            |
| 14. | FC Hubertia Falkenstein         | 2     | 18  | 4  | 0  | 14 | 27  | 48  | −21   | 8:28   | 0,44   | 0     | 1912–1914            |